# Čakanovce (Banská Bystrica)
|  | No s'ha de confondre amb Čakanovce (Košice). |

Čakanovce és un poble i municipi d'Eslovàquia. Es troba a la regió de Banská Bystrica. La primera menció escrita de la vila es remunta al 1439.

## Demografia
| Godina             | 1994 | 2004   | 2014    | 2024   |
| ------------------ | ---- | ------ | ------- | ------ |
| Nombre de persones | 913  | 957    | 1153    | 1143   |
| Diferència         |      | +4,81% | +20,48% | −0,86% |

| Godina             | 2023 | 2024  |
| ------------------ | ---- | ----- |
| Nombre de persones | 1125 | 1143  |
| Diferència         |      | +1,6% |